# Megalochori (Agistri)
Megalochóri är en ort på ön Angistri i Grekland. Den ligger i regionen Attika, i den sydöstra delen av landet, 40 km sydväst om huvudstaden Aten. Megalochóri ligger 60 meter över havet och antalet invånare är 566.